# Człon inercyjny
Człon inercyjny – w automatyce to układ, którego transmitancja ma postać
{\displaystyle G(s)={\frac {k}{(1+sT_{1})(1+sT_{2})\dots (1+sT_{n})}},}
gdzie:
{\displaystyle k\in \mathbb {R} } – wzmocnienie układu,
{\displaystyle T_{i}\in \mathbb {R} ^{+},i=1,2,\dots ,n} – stałe czasowe inercji,
{\displaystyle n} – rząd inercji członu.

## Człon inercyjny I rzędu
Człon inercyjny pierwszego rzędu ma transmitancję postaci:
{\displaystyle G(s)={\frac {k}{1+sT}}.}
Odpowiedź impulsowa:
{\displaystyle g(t)={\frac {k}{T}}\ e^{-{\frac {t}{T}}}\cdot \mathbf {1} (t).}
Charakterystyka skokowa członu inercyjnego I rzędu wynosi:
- w dziedzinie operatorowej:

{\displaystyle H(s)=G(s)\cdot X(s)={\frac {k}{1+sT}}\cdot {\frac {1}{s}}={\frac {k}{s(1+sT)}},}
- w dziedzinie czasu:

{\displaystyle h(t)=k\left(1-e^{-{\frac {t}{T}}}\right)\cdot \mathbf {1} (t).}
Charakterystyka sinusoidalna członu inercyjnego I rzędu wynosi:
{\displaystyle y(t)={\frac {kT\omega }{1+\omega ^{2}T^{2}}}e^{-{\frac {t}{T}}}+{\frac {k}{\sqrt {1+\omega ^{2}T^{2}}}}\sin(\omega t+\phi ).}
Charakterystyka amplitudowo-fazowa:
{\displaystyle G(j\omega )={\frac {k}{1+j\omega T}}={\frac {k}{1+(\omega T)^{2}}}-j{\frac {k\omega T}{1+(\omega T)^{2}}},}
przyjmując {\displaystyle G(j\omega )=P(\omega )+jQ(\omega ),} otrzymuje się:
{\displaystyle P(\omega )={\frac {k}{1+(\omega T)^{2}}},}
{\displaystyle Q(\omega )=-{\frac {k\omega T}{1+(\omega T)^{2}}}.}
Charakterystyka fazowa:
{\displaystyle \phi (\omega )=-\operatorname {arctg} \,(\omega T).}

## Człon inercyjny II rzędu
Człon inercyjny drugiego rzędu ma postać:
{\displaystyle G(s)={\frac {k}{(1+sT_{1})(1+sT_{2})}}.}
Odpowiedź impulsowa:
{\displaystyle g(t)={\frac {k}{T_{1}-T_{2}}}\left(e^{-{\frac {t}{T_{1}}}}-e^{-{\frac {t}{T_{2}}}}\right)\cdot \mathbf {1} (t).}
Charakterystyka skokowa członu inercyjnego II rzędu wynosi:
- w dziedzinie operatorowej:

{\displaystyle H(s)=G(s)\cdot X(s)={\frac {k}{(1+sT_{1})(1+sT_{2})}}\cdot {\frac {1}{s}}={\frac {k}{s(1+sT_{1})(1+sT_{2})}},}
- w dziedzinie czasu:

{\displaystyle h(t)=k\left(1-{\frac {T_{1}}{T_{1}-T_{2}}}e^{-{\frac {t}{T_{1}}}}+{\frac {T_{2}}{T_{1}-T_{2}}}e^{-{\frac {t}{T_{2}}}}\right)\cdot \mathbf {1} (t).}
Charakterystyka amplitudowo-fazowa:
{\displaystyle G(j\omega )={\frac {k}{(1+j\omega T_{1})(1+j\omega T_{2})}},}
przyjmując {\displaystyle G(j\omega )=P(\omega )+jQ(\omega )} po przekształceniach, otrzymuje się:
{\displaystyle P(\omega )={\frac {k(1-\omega ^{2}T_{1}T_{2})}{1+(\omega T_{1})^{2}+(\omega T_{2})^{2}+(\omega ^{2}T_{1}T_{2})^{2}}},}
{\displaystyle Q(\omega )={\frac {-k\omega (T_{1}+T_{2})}{1+(\omega T_{1})^{2}+(\omega T_{2})^{2}+(\omega ^{2}T_{1}T_{2})^{2}}}.}
Charakterystyka fazowa:
{\displaystyle \phi (\omega )=\operatorname {arctg} \,{\frac {\omega (T_{1}+T_{2})}{\omega ^{2}T_{1}T_{2}-1}}.}